# Ґемерска Гуорка
Ґемерска Гуорка (словац. Gemerská Hôrka) — село в окрузі Рожнява Кошицького краю Словаччини, історична область Гемера. Площа села 12,79 км². Станом на 31 грудня 2016 року в селі проживало 1306 жителів.

## Історія
Перші згадки про село датуються 1413 роком.

## Населення
| Рік:            | 1994. | 2004.   | 2014.   | 2024.   |
| --------------- | ----- | ------- | ------- | ------- |
| Кількість осіб: | 1284  | 1334    | 1319    | 1266    |
| Різниця:        |       | +3,89 % | -1,12 % | -4,01 % |

| Рік:            | 2023. | 2024.   |
| --------------- | ----- | ------- |
| Кількість осіб: | 1272  | 1266    |
| Різниця:        |       | -0,47 % |